# 애슐리 펠던
애슐리 펠던(Ashley Peldon, 1984년 4월 2일 ~ )은 미국의 텔레비전 배우, 영화배우, 성우이다.
뉴욕에서 태어났다.

## 영화
- 아이스 에이지: 지구 대충돌 (2016년)
- 플롯 (2008년)
- 딤플스 (2008년)
- 커넥티드 (2007년)
- 나이트 스카이스 (2007년) - 몰리 역
- 판타스틱 소녀 백서 (2000년)
- 캔 아이 플레이? (1998년)
- 웨이킹 업 호튼 (1998년)
- 위드 프렌즈 라이크 디즈 (1998년)
- 요절복통 70 쇼 (1998년)
- 고양이 댄스 (1997년)
- 제로드 (1996년)
- 리멤버 (1996년)
- 크루서블 (1996년)
- 블랙 스콜피온 (1995년)
- 여비서 (1995년)
- 의처증 (1993년)
- 황홀한 영혼 프레드 (1991년)
- 행복했던 여자 (1991년)
- 스텔라 (1990년)
- 더 레몬 시스터스 (1989년)